# Hans Jørgen Iversen
Hans Jørgen Iversen (født 4. maj 1919 i Uldum, død 22. april 2004) var en dansk direktør og politiker som var medlem af Folketinget fra 1973 til 1975. Han blev valgt for Centrum-Demokraterne, men skiftede parti til Kristeligt Folkeparti i 1974.
Iversen blev født i Uldum i 1919 som søn af isenkræmmer Niels Iversen. Han afsluttede folkeskolen med mellemskoleeksamen og gennemførte sidenhen diverse kurser i engelsk, tysk, psykologi og virksomhedsledelse. Han var administrerende direktør for trikotagefabrikken Strikson i Vejle 1958-1970 og senere direktør for A/S G.F.S.-Handelsselskab. Iversen var også medlem af styrelsen for Gifts from Scandinavia inc., Los Angeles.
Han havde været medlem af Den Konservative Vælgerforening til 1972 og blev i 1973 stillet op til Folketinget for det nydannede parti Centrum-Demokraterne i Vejlekredsen. Han blev valgt ved folketingsvalget i 1973 i Vejle Amtskreds og var medlem af Folketinget fra 4. december 1973 til 9. januar 1975. 20. november 1974 forlod Iversen Centrum-Demokraterne og blev løsgænger i Folketinget. Godt en uge senere den 29. november tilsluttede han sig Kristeligt Folkeparti.
Iversen var gift med Anna Marie Iversen.